# Arrenoseius morgani
Arrenoseius morgani är en spindeldjursart som först beskrevs av Chant 1957.  Arrenoseius morgani ingår i släktet Arrenoseius och familjen Phytoseiidae. Inga underarter finns listade i Catalogue of Life.